# 山梨県立富士北稜高等学校
山梨県立富士北稜高等学校（やまなしけんりつ ふじほくりょうこうとうがっこう）は、山梨県富士吉田市に所在する公立の高等学校。「北稜」（ほくりょう）と称されている。2004年、山梨県立吉田商業高等学校と山梨県立北富士工業高等学校の統合により誕生。

## 設置学科
- 総合学科
  - 教養系列
  - 福祉健康系列
  - 総合ビジネス系列
  - 機械テクノロジー系列
  - 電気情報系列
  - 建築デザイン系列

## 部活動
- 《運動部》
  - 野球
  - 男子サッカー
  - 女子サッカー
  - ソフトテニス
  - テニス
  - 陸上競技
  - 女子ソフトボール
  - 男子バスケ
  - 女子バスケ
  - 男子バレー
  - 女子バレー
  - 卓球
  - 弓道
  - 剣道
  - 柔道
  - 自転車
  - ヨット
  - ウェイトリフティング
- 《文化部》
  - 商業研究
  - 放送
  - 茶道
  - 華道
  - 吹奏楽
  - 美術
  - 工業研究
  - 書道
  - （その他、同好会や特別同好会も有ります。）